# Procambarus medialis
Procambarus medialis är en kräftdjursart som beskrevs av Hobbs 1975. Procambarus medialis ingår i släktet Procambarus och familjen Cambaridae. IUCN kategoriserar arten globalt som otillräckligt studerad. Inga underarter finns listade i Catalogue of Life.